# Amphicnemis dactylostyla
Amphicnemis dactylostyla là một loài chuồn chuồn kim trong họ Coenagrionidae.
Amphicnemis dactylostyla được Lieftinck miêu tả khoa học năm 1953.